# Newways Always (GONE)
"Newways Always(GONE)"는 다이나믹 듀오의 디지털 싱글 앨범이다. 박정아, 알렉스, 박정현 등이 참여한 일명 "Newways Always" 시리즈 중에서 두 번째 곡이다.

## 수록곡
1. Gone (Feat. 주희 - 에이트)

## 참고 자료
- 네이버 뮤직
- 힙합플레이야